# Verwundeter Gallier

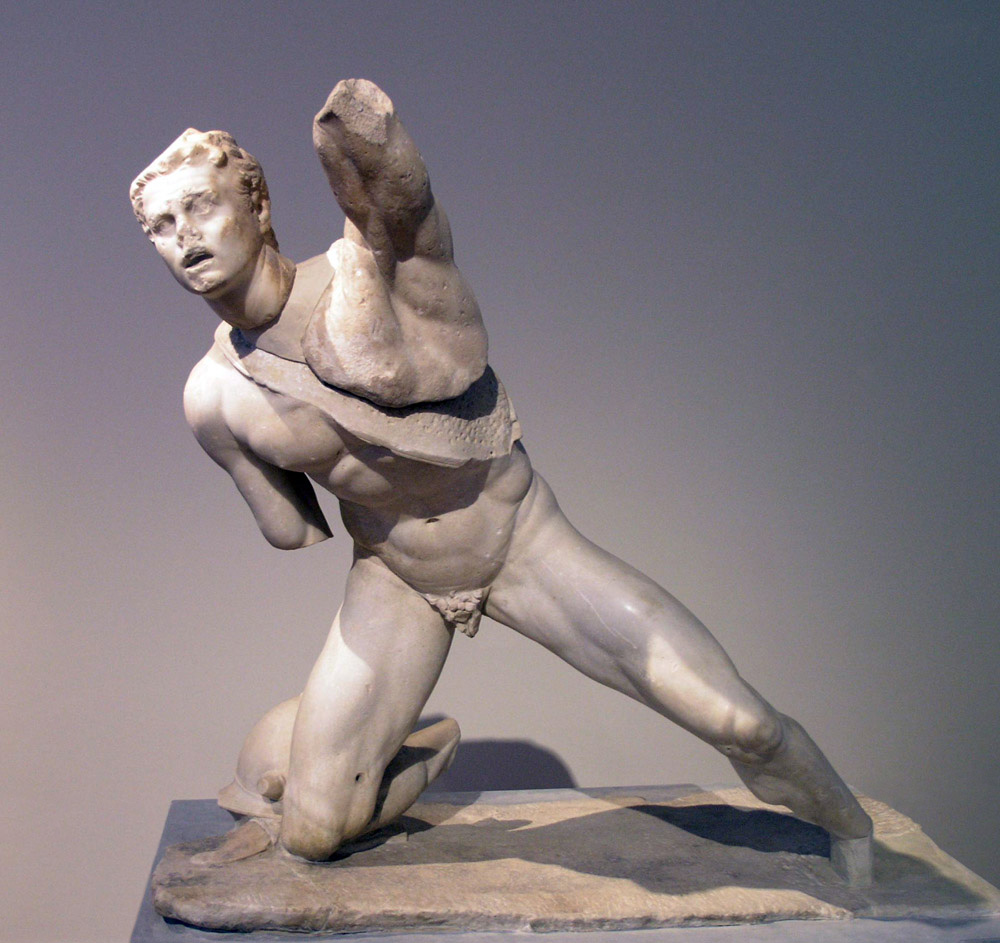
Statue des Verwundeten Galliers aus Delos

Die Statue eines Verwundeten Galliers im Archäologischen Nationalmuseum Athen mit der Inventarnummer 247 wird in die Zeit um 100 v. Chr. datiert.
Die Statue wurde 1882 auf der Agora der Italiener auf der Insel Delos gefunden. Sie ist aus Parischem Marmor gefertigt und hat eine Höhe von 0,93 m. Die Statue ist in Teilen stark fragmentiert und aus mehreren Bruchstücken zusammengesetzt worden, die unterschiedliche Erhaltungszustände aufweisen. Es fehlen die Arme von den Ellenbogen an, die Füße und ein Teil des Torsos in der Nähe der linken Schulter. Der Kopf und der linke Arm samt Schulter sind dem restlichen Körper wieder angefügt. Nase und Lippen weisen Fehlstellen auf. Fehlende Stücke des Schädels wurden mit einem anderen Stück Marmor angefügt.
Die nackte Statue ist auf einer großen Plinthe fixiert, die einen Untergrund imitiert. Der Gallier kniet auf seinem rechten Bein, das gesamte Körpergewicht lagert auf dieser Körperseite. Das linke Bein ist weit ausgestreckt, der linke Arm hoch erhoben. Daraus ergeben sich mehrere lineare Ausrichtungen des Körpers. Das gestreckte linke Bein bildet eine Linie bis zum Kopf, das kniende rechte Bein bildet eine Linie mit dem ausgestreckten rechten Arm. Der Helm des Galliers findet sich am rechten Fuß. Auf der Innenseite des Oberschenkels ist ein Loch, wo ein Pfeil den Krieger verwundet hatte. In der Antike war hier sicher ein Pfeil zu sehen. Die Muskeln sind am gesamten Körper ausgearbeitet und zeigen eine starke Anspannung. Der angespannte Eindruck wird durch den Schmerz im Gesicht des Galliers und die zerzauste Frisur noch verstärkt. Der erhobene Arm hielt wahrscheinlich einen Schild, mit dem sich der Verwundete zu schützen versuchte.
Derartige Statuen von Kelten waren in der späthellenistischen Entstehungszeit der Statue um das Jahr 100 v. Chr. nicht unüblich und fanden auch in abgewandelten Formen wie dem Sterbenden Gallier Ausdruck. Derartige Formen entstammen der pergamenischen Schule der hellenistischen Bildhauerei. Möglicherweise ist die Statue ein Werk des Agasias und wurde für den römischen Feldherrn Gaius Marius hergestellt, um dessen Sieg über die Kimbern und Teutonen im Jahr 101 v. Chr. zu feiern.